# Sever Meșca
Sever Meșca (n. 3 martie 1947) este un fost deputat român în legislaturile 1996-2000,  ales în județul Tulcea, și 2000-2004, ales în  județul  Bacău, pe listele PRM. În legislatura 1996-2000, Sever Meșca a fost membru în grupurile parlamentare de prietenie cu Regatul Thailanda și Republica Islamică Pakistan. În legislatura 2000-2004, Sever Meșca a fost membru în grupurile parlamentare de prietenie cu Japonia și Republica Italiană. Între 2000-2002 Sever Meșca a fost chestor al Biroului Permanent al Camerei Deputaților. Meșca a demisionat din PRM în 2002. În 2002, Meșca a fost ales președintele Partidului Socialist Român.
Conform biografiei sale oficiale, Sever Meșca fost membru al Partidului Comunist Român până în 1989. A studiat la Facultatea de Mecanică din Universitatea din Galați, la Secția nave și instalații de bord, obținând diploma de inginer; a urmat, conform propriului Curriculum Vitae, o specializare în afaceri și relații internaționale la „London Graduate School of Business Studies” din Marea Britanie. Până în 1990 a fost diplomat, consilier politic la Ambasada României de la Roma. După 1990 a fost director și secretar de stat în Ministerul Culturii.
Meșca s-a remarcat pentru că a cerut, în martie 1997, de la tribuna parlamentului, arestarea fostului suveran al României, regele Mihai, la întoarcerea acestuia în țară, pe Aeroportul Otopeni.
De asemenea, a fost membru în Adunarea Parlamentară a Uniunii Europei Occidentale, unde a fost co-raportor (primul din Europa Centrală și de Est) la Raportul privind percepția publică asupra războiului din Iugoslavia (Document 1665/ 9 noiembrie 1999 al Adunării Uniunii Europei Occidentale) și membru al Uniunii Parlamentare a NATO.
S-a remarcat și printr-un amendament (neaprobat) la Constituția României prin care solicita, în baza prevederii egalității depline a cetățenilor României,  scoaterea prevederii privind alegerea de parlamentari ai minorităților etnice care participă la alegeri din partea asociațiilor etnice. În 2004 a fost numit ministru consilier la Ambasada României  de la Dublin, Irlanda.
A publicat articole în revistele România Mare, Politica, Casa Poporului și Santinela, precum și în diverse ziare  (ex.: Cronica Română).

## Scrieri
- Vadim, între președinție și ospiciu, Editura Universul, 2002
- Constituția României și democrația etnică, Editura Semne, 2003
- Corneliu Vadim Tudor sau compromiterea naționalismului românesc, Regia Autonomă „Monitorul Oficial”, 2004
- Vulturi, șoimi și caragațe (4 volume), Editura Semne. 2018